# زمین‌لرزه ۱۹۹۴ اندونزی
زمین‌لرزه اندونزی  در تاریخ ۱۵ فوریه ۱۹۹۴ میلادی، برابر با ‎۲۶ بهمن ۱۳۷۲، ساعت ۱۷:۰۷:۴۳ به زمان یوتی‌سی در اندونزی رخ داد. ژرفای این زلزله ۱۹٫۸ کیلومتر بود، و بزرگی آن ۶٫۸ در مقیاس Mw اعلام شده‌است. زمین‌لرزه به وقت محلی در روز چهارشنبه، ساعت ۰ روی داده و منطقه زمانی آن یوتی‌سی +۷ بوده‌است .
سازمان زمین‌شناسی آمریکا نیز رومرکز این زمین‌لرزه را در مختصات ۴°۵۸′۰۱″جنوبی ۱۰۴°۱۸′۰۷″شرقی / ۴٫۹۶۷°جنوبی ۱۰۴٫۳۰۲°شرقی و ژرفای آن را در ۲۳ کیلومتر گزارش کرده‌است. بزرگی برگزیدهٔ این سازمان از میان بزرگی‌های محاسبه‌شدهٔ مختلف ۶٫۹ در مقیاس Mw بوده و از دید اثر، در میان چهار دسته‌بندی «نامحسوس»، «محسوس»، «زیان‌آور» یا «با تلفات»، زلزله را «با تلفات» اعلام کرده‌است.دستکم ۶۰۰۰ ساختمان در زمین‌لرزه خراب شده یا آسیب دیده‌است.رانش زمین در آن به وجود آمده‌است.
پروژهٔ «تنسور گشتاور مرکزوار» زاویه‌های (راستا، شیب، ریک) گسل سازندهٔ زمین‌لرزه و صفحه عمود بر آن را (°۳۱۵، °۷۱، °۱۷۶) یا (°۴۶، °۸۶، °۱۹) و نوع گسل را «امتدادلغز» فرارسانده‌است.
تعداد زخمیان ۲۰۰۰ نفر برآورده شده‌است.بی‌خانمان شدگان نیز ۷۵۰۰۰ نفر اعلام شده‌است.